# Bolephthyphantes

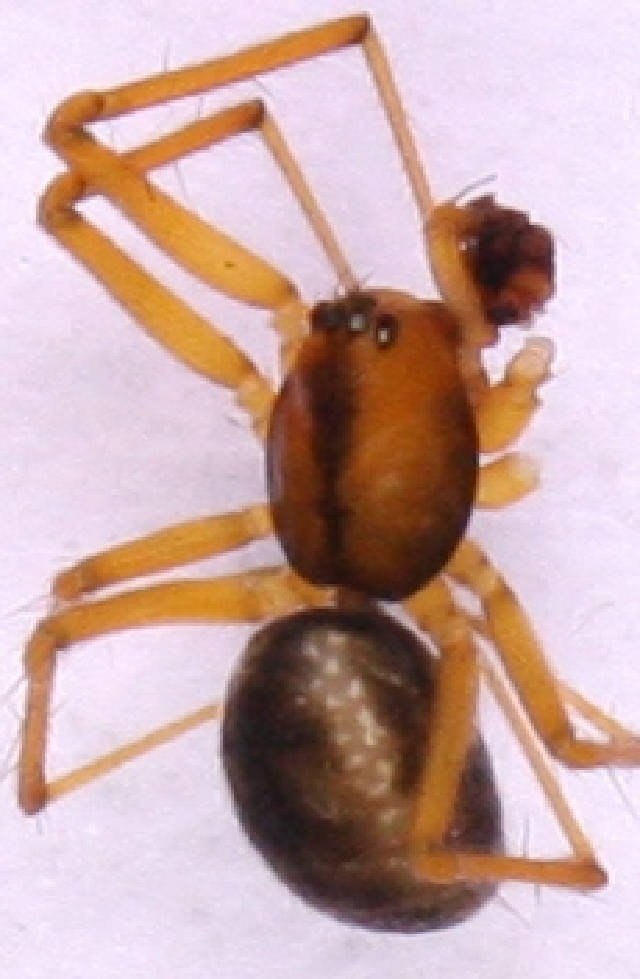
Bolephthyphantes

Bolephthyphantes é um gênero de aranhas da família Linyphiidae descrito em 1901.